# Bahnhof Mohammedijeh
| \| \| \| Bahnstrecke Qom–Zahedan von Qom \| \| \| \| 17 \| Mohammadijeh 1 \| Mohammadijeh 1 \| \| \| \| \| \| \| \| \| Bahnstrecke Teheran–Isfahan \| \| \| \| 144 \| Mohammadije (2) \| Mohammadije (2) \| \| \| 22 \| Mohammadijeh 3 \| Mohammadijeh 3 \| \| \| \| Bahnstrecke Qom–Zahedan nach Zahedan \| \| |     |                                      |                                      |
| Strecke |     | Bahnstrecke Qom–Zahedan von Qom      | Bahnstrecke Qom–Zahedan von Qom      |
| Dienststation / Betriebs- oder Güterbahnhof | 17  | Mohammadijeh 1                       | Mohammadijeh 1                       |
| Abzweig geradeaus und nach links · Strecke von rechts |     |                                      |                                      |
| Strecke quer (außer Betrieb) · Kreuzung geradeaus unten (Querstrecke außer Betrieb) · Abzweig ehemals quer, nach links und von links · Strecke von rechts |     | Bahnstrecke Teheran–Isfahan          | Bahnstrecke Teheran–Isfahan          |
| Abzweig geradeaus und von links · Strecke nach rechts · Bahnhof | 144 | Mohammadije (2)                      | Mohammadije (2)                      |
| Dienststation / Betriebs- oder Güterbahnhof · Strecke | 22  | Mohammadijeh 3                       | Mohammadijeh 3                       |
| Strecke · Strecke nach links |     | Bahnstrecke Qom–Zahedan nach Zahedan | Bahnstrecke Qom–Zahedan nach Zahedan |

Der Bahnhof Mohammedijeh ist ein Bahnhof im Iran an der zum Teil noch im Bau befindlichen Schnellfahrstrecke Teheran–Isfahan etwa 20 km südöstlich von Qom.

## Bedeutung
Vom Bahnhof Mohammedijeh („Mohammedijeh 2“) aus werden zugleich zwei Abzweigstellen (Mohammedijeh 1 und Mohammedijeh 3) gesteuert, die die Verbindung zwischen der Bahnstrecke Qom–Zahedan und dem eröffneten Teilstück der Schnellfahrstrecke Teheran–Isfahan herstellen. Dieses eröffnete Teilstück führt von den beiden Abzweigstellen, deren Äste sich im Bahnhof Mohammedijeh vereinigen, in nördliche Richtung nach Teheran.

## Bahnhofsanlage
Der Bahnhof Mohammedijeh und sein Empfangsgebäude befinden sich in freier Landschaft, unweit einer Schnellstraße. Es gibt dort keine Siedlung oder andere Bauwerke.